# Robert Laforgue
Robert Laforgue (* 1. Dezember 1907 in Préchacq-Navarrenx; † 2. November 1988 in Tarbes) war ein französischer Radrennfahrer und nationaler Meister im Radsport.

## Sportliche Laufbahn
Laforgue war Straßenradsportler und im Querfeldeinrennen (heutige Bezeichnung Cyclosport) aktiv. 1935 gewann er die nationale Meisterschaft im Querfeldeinrennen vor Georges Peuziat, 1939 vor Charles Vaast. Im Critérium international de cyclo-cross 1942, dem Vorläufer der Cyclocross-Weltmeisterschaften, kam er auf den 23. Platz.
Auf der Straße wurde er 1931 Dritter bei Bordeaux–Marseille und 1937 bei Bordeaux–Angoulême.